# Nekropole von Assiut
Die Nekropole von Assiut ist eine altägyptische Begräbnisstätte nahe der Stadt Assiut in Mittelägypten. Sie befindet sich am Westufer des Nils im Kalksteinmassiv des Gebel Asyut al-gharbi und wurde über mehrere Jahrtausende genutzt.

## Lage und Ausdehnung
Die Nekropole erstreckt sich über eine Länge von mehreren Kilometern und erreicht eine Höhe von fast 200 Metern über dem Meeresspiegel. Der Bergrücken ist von hunderten, möglicherweise sogar tausenden in den Fels gehauenen Gräbern durchzogen, was ihm das Aussehen einer Honigwabe verleiht.

## Geschichte und Bedeutung
Die Nekropole wurde hauptsächlich während der Ersten Zwischenzeit und dem Mittleren Reich für die Bestattungen der lokalen Herrscher und Eliten genutzt. In dieser Zeit war Assiut ein wichtiges kulturelles Zentrum in Mittelägypten. Die Gräber aus dieser Periode zeichnen sich durch ihre monumentale Felsenarchitektur mit bis zu 11 Meter hohen, 28 Meter tiefen und 70 Meter weit in den Fels gehauenen Kammern aus.
Die Nutzung der Nekropole setzte sich über die pharaonische Zeit hinaus fort. In späteren Epochen diente sie auch als Bestattungsort für Christen und Muslime sowie für Tiere. Darüber hinaus wurde das Gebiet als Steinbruch genutzt und beherbergte zeitweise koptische Klöster und Einsiedeleien.

## Forschungsgeschichte
Obwohl Assiut in der Antike eine bedeutende Stadt war, geriet die Nekropole lange Zeit in Vergessenheit. Erst zu Beginn des 21. Jahrhunderts begann eine systematische Erforschung des Gebiets. Seit 2005 führt das Asyut-Project, eine Kooperation zwischen der Freien Universität Berlin, der Johannes Gutenberg-Universität Mainz und der Universität Sohag, umfangreiche Untersuchungen in der Nekropole durch.

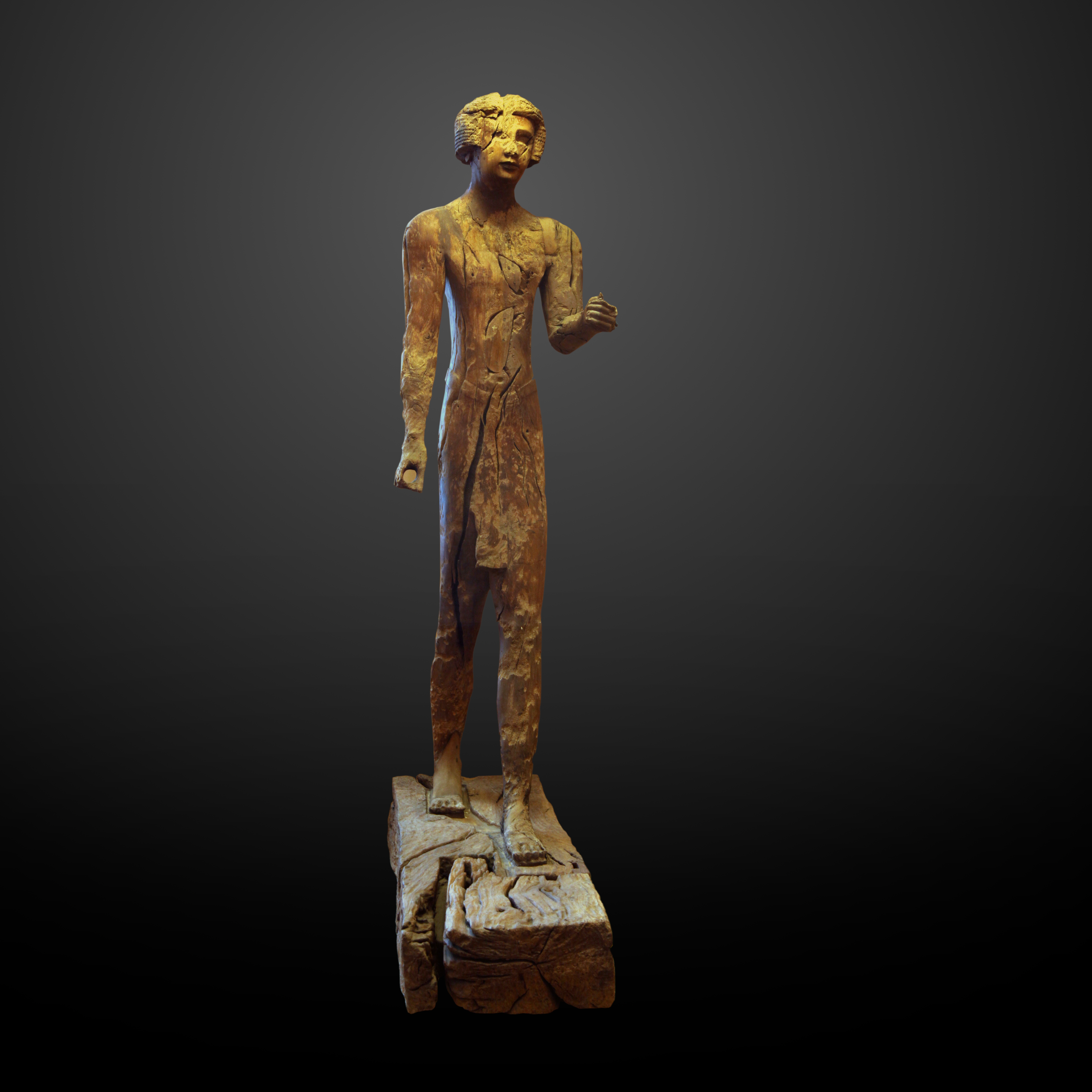
Statue des Djefai-Hapi

Im Laufe der Forschungsarbeiten wurden über 300 Gräber und andere Strukturen kartiert und mehr als 17.000 Funde katalogisiert. Zu den bedeutendsten Entdeckungen gehören:
- monumentale Felsengräber der Nomarchenfamilien aus der Ersten Zwischenzeit und dem [[Mittleres Reich<Mittleren Reich]]
- umfangreiche Wandmalereien und Inschriften, die Einblicke in das tägliche Leben, religiöse Praktiken und literarische Traditionen des alten Ägypten geben
- 215 Tintengraffiti aus späteren Epochen, die die anhaltende kulturelle Bedeutung der Nekropole belegen
- eine große Hundebestattung aus dem späten ersten Jahrtausend v. Chr.

## Wichtige Gräber
| Bezeichnung               | Grabinhaber      | Epoche                                      | Besondere Merkmale |
| ------------------------- | ---------------- | ------------------------------------------- | --- |
| Grab I (P10.1)            | Djefai-Hapi I.   | 12. Dynastie                                | größtes bekannte Grab der Nekropole, monumentale Felsenarchitektur mit über 11 Meter hohen, bis zu 28 Meter tiefen und 70 Meter weit in den Fels gehauenen Räumen; enthält die Grabkammer seiner Tochter Idy |
| Grab II (O13.1)           | Djefai-Hapi II.  | 12. Dynastie                                | |
| Grab III (N12.1)          | Iti-ibi          | Erste Zwischenzeit                          | |
| Grab IV (N12.2)           | Cheti II.        | Erste Zwischenzeit                          | biographische Inschrift, unvollendete Malereien, Grabschächte |
| Grab V (M11.1)            | Cheti I.         | Erste Zwischenzeit                          | |
| Grab VI                   | Djefai-Hapi IV.  | 12. Dynastie                                | |
| Grab VII (Salachana-Grab) | Djefai-Hapi III. | 12. Dynastie                                | zahlreiche von der 18. bis 27. Dynastie gestiftete Stelen |
| Grab N13.1                | Iti-ibi-iqer     | Ende der Ersten Zwischenzeit / 11. Dynastie | vollständig dekorierte Wände, über 200 Tuschegraffiti (Dipinti) von Besuchern |
| Grab O11.13               |                  | Hundegrab                                   | |